# Sindrome di Ziprkowski-Margolis
La sindrome di Ziprkowski-Margolis o sindrome di Woolf è una sindrome a trasmissione X-linked caratterizzata da albinismo e sordità congenita.

## Epidemiologia
Si tratta di una sindrome estremamente rara.

## Eziopatogenesi
Il gene implicato in questa sindrome è sconosciuto ma è stato mappato nel locus Xq26.3-q27.1.

## Clinica
I pazienti presentano capelli bianco-argentati e chiazze ipopigmentate diffuse al tronco e agli arti associate a sordità neurosensoriale subtotale.

## Diagnosi
La diagnosi è clinica.

## Trattamento
Non è disponibile alcun trattamento per questa sindrome.